# Vogelenzang (polder)
Het waterschap Polder Vogelenzang was een waterschap in de Nederlandse provincie Noord-Holland, in de gemeente Bloemendaal, bij de plaats Vogelenzang.
Het waterschap was verantwoordelijk voor de waterhuishouding in de polder.